# Miembro del Parlamento finlandés
Un diputado es un parlamentario, un ciudadano elegido en el Parlamento, el Parlamento finlandés. Los miembros del Parlamento son representantes de la democracia representativa. El Parlamento finlandés tiene 200 diputados cuya término normalmente dura 4 años.

## Sistema electoral
Los diputados se eligen para un nuevo mandato cada cuatro años mediante elecciones parlamentarias. Se puede postular como candidato ya sea a través de un partido político o mediante una asociación de electores con al menos 100 miembros. El candidato se presenta en uno de los 13 distritos electorales de Finlandia, que puede ser cualquiera, independientemente del municipio de residencia del candidato. En las elecciones, el votante emite su voto simultáneamente para una persona y un partido.

## Elegibilidad
El diputado debe ser ciudadano finlandés y tener al menos 18 años de edad. Para postularse como candidato en las elecciones parlamentarias, debe ser elegible, es decir, tener derecho a voto y no estar incapacitado legalmente. No se puede elegir como diputado a una persona que ocupe un cargo militar. Tampoco pueden ser diputados el presidente de la República, el canciller de justicia del Consejo de Estado, el Defensor del Pueblo del Parlamento, un miembro del Tribunal Supremo o del Tribunal Supremo Administrativo, ni el fiscal general. Además, la pérdida de elegibilidad conduce a la terminación del mandato del diputado.
El diputado, en el ejercicio de su función, está obligado a cumplir con la Constitución y no está sujeto a otras disposiciones en ese contexto. Debe actuar con seriedad y dignidad, y sin ofender a otro ciudadano.

## Exoneración, destitución y sanciones
Un diputado puede obtener, a solicitud propia, la exoneración de su mandato por parte del Parlamento, si presenta una razón aceptable. El Parlamento puede destituir a un diputado de forma total o temporal si este descuida de manera esencial y reiterada el cumplimiento de sus funciones parlamentarias. Para ello, se requiere un dictamen de la Comisión de la Constitución y una mayoría de dos tercios de los votos en el Parlamento. Un fallo condenatorio por un delito también puede dar lugar al mismo procedimiento. A un diputado que viole repetidamente el orden en el Parlamento se le puede imponer una advertencia o una prohibición de participar en las sesiones parlamentarias durante dos semanas.
Un diputado solo puede ser procesado por opiniones expresadas o por su conducta en el tratamiento de un asunto durante las sesiones del Parlamento si este otorga permiso con una mayoría de al menos cinco sextos de los votos emitidos. Un diputado no puede ser detenido o encarcelado antes del inicio de un juicio sin el consentimiento del Parlamento, a menos que existan razones de peso que lo vinculen con un delito cuya pena mínima establecida sea de al menos seis meses de prisión. 
La destitución de un diputado del Parlamento es muy rara, ya que los diputados son elegidos con la confianza de los votantes. Desde 1979, solo un diputado ha sido destituido. Entre 1979 y 2017, se aceptaron solicitudes de renuncia de 53 diputados; no existe un registro completo de casos anteriores. La razón más comúnmente aceptada para la renuncia ha sido la asunción de un cargo o función de gran relevancia. En principio, las solicitudes de renuncia se manejan con cautela para evitar que los diputados sean presionados o persuadidos a renunciar. Por ejemplo, las razones de conciencia no se han considerado suficientes para otorgar una renuncia.
Si un miembro del Parlamento es elegido presidente de la República, su mandato como diputado cesa al asumir el cargo presidencial, según lo estipulado en el artículo 27, apartado 3, de la Constitución. En este caso, no se trata estrictamente de una exoneración del mandato como diputado. La última vez que un diputado pasó directamente a ser presidente de la República fue con Tarja Halonen en el año 2000; antes de ella, Urho Kekkonen en 1956. El mandato como diputado también cesa si el parlamentario es nombrado canciller de justicia, defensor del pueblo del Parlamento, miembro del Tribunal Supremo o del Tribunal Supremo Administrativo, o fiscal general.

## Suplente del diputado
Cuando un diputado se convierte en miembro del Parlamento Europeo o realiza el servicio militar, su suplente ocupará su lugar en el Parlamento durante ese periodo de tiempo.

## Trabajo y tareas
El trabajo de un diputado se centra en el tratamiento de las propuestas legislativas del gobierno. El diputado realiza gran parte de su trabajo en el Edificio del Parlamento en Helsinki, donde participa en las sesiones plenarias del Parlamento y en el trabajo de las comisiones.
El diputado normalmente trabaja como parte del grupo parlamentario de su propio partido. Sin embargo, también tiene el derecho de desvincularse de todos los grupos parlamentarios. El grupo parlamentario generalmente forma una posición común y unánime sobre cada tema que se trate en el Parlamento. Sin embargo, en las llamadas "cuestiones de conciencia", el diputado tiene la libertad de decidir cómo votar. Estos temas incluyen cuestiones éticas y, en general, las votaciones relacionadas con las iniciativas ciudadanas.
Las sesiones plenarias del Parlamento se celebran 4 veces a la semana, de martes a viernes, durante los períodos de sesiones. La sesión plenaria es el principal escenario para el trabajo legislativo y el debate político actual. El diputado puede intervenir en la sesión plenaria con discursos de hasta dos minutos, los cuales debe solicitar por adelantado.
En las comisiones, los diputados preparan las decisiones del Parlamento. Los miembros de la comisión escuchan a expertos y se esfuerzan por estudiar el contenido de la ley en detalle, precisando, si es necesario, el contenido de los artículos. El mismo diputado generalmente trabaja en dos comisiones diferentes.
Un diputado individual puede presentar una propuesta legislativa, una propuesta presupuestaria o una propuesta de medidas. También puede presentar preguntas orales y escritas al gobierno durante la hora de preguntas del Parlamento. Al menos 20 diputados de la oposición pueden presentar juntos una moción de censura al gobierno.
Los diputados elegidos por el Parlamento también trabajan en Finlandia en diversos órganos nacionales, como el consejo de administración de la Radio Pública Finlandesa, como miembros del Tribunal de Alta Instancia y como auditores del Banco de Finlandia y del Parlamento.
La mayoría de los diputados realiza viajes de trabajo al extranjero relacionados con su labor parlamentaria. Los diputados elegidos por el Parlamento representan a Finlandia en organizaciones internacionales.
Los diputados también realizan gran parte de su trabajo a través del correo electrónico. Mantienen contacto con sus votantes recorriendo su distrito electoral y reuniéndose con los visitantes que llegan a Helsinki para visitar el Parlamento. Muchos diputados también participan en la política municipal de su propio municipio.
Algunos consideran el cargo de diputado como un cargo de confianza, ya que la elección del representante se basa en la confianza de los votantes.

## Honorarios y beneficios
Los diputados no reciben salario, sino una remuneración por su cargo, ya que el diputado no es un funcionario, sino que ocupa un cargo de confianza. No obstante, los diputados no tienen que obtener un seguro de pensión por su cuenta, sino que pueden solicitar posteriormente una pensión por vejez pagada por la institución de pensiones de empleo Keva, y posiblemente también una llamada indemnización por adaptación.
La remuneración es un ingreso sujeto a impuestos. Ha sido costumbre decidir sobre las remuneraciones antes de que se reúna el nuevo Parlamento.
Desde el 1 de mayo de 2018, la remuneración mensual de un diputado es de 6510 euros. Para los diputados que han servido más de 12 años, la remuneración mensual es de 6997 euros.
La remuneración del presidente del Parlamento es de 11,981 euros al mes, y la de los vicepresidentes es de 9,987 euros. A los presidentes de las comisiones se les paga un suplemento mensual de entre 732 y 1,207 euros. El suplemento del presidente de la comisión de impuestos del Comité de Finanzas y de la comisión de Administración y Seguridad es de 732 euros, y el de los presidentes de otras comisiones es de 483 euros.
Al presidente del grupo parlamentario de al menos 16 diputados se le paga un suplemento de 1,207 euros. A los presidentes de grupos de entre 3 y 15 diputados se les paga un suplemento de 732 euros, y a los presidentes de grupos más pequeños no se les paga ningún suplemento.
El diputado recibe una indemnización mensual libre de impuestos para cubrir los costos derivados de su trabajo parlamentario. La indemnización varía según el municipio de residencia del diputado, siendo entre 987 y 1,809 euros.

### Indemnización de adaptación
Antiguamente, a los diputados se les otorgaba una llamada pensión de adaptación, que se concedía a todos los diputados que dejaban el Parlamento después de haber estado al menos siete años en él y que no regresaban al mercado laboral como empleados (sino que quedaban desempleados o continuaban su carrera como empresarios). De media, la pensión de adaptación del Parlamento era de unos 2,000 euros al mes, y, según los datos de la Oficina del Estado a finales de 2008, 108 exdiputados la recibían. La pensión de adaptación se justificaba, entre otras cosas, por el hecho de que una persona elegida como diputado perdía su experiencia laboral previa, lo que dificultaba la obtención de empleo después de su carrera parlamentaria.
La pensión de adaptación fue criticada por considerarse bastante generosa, ya que no tenía un vínculo directo con la carrera laboral posterior al mandato parlamentario, sino solo con el salario recibido. Dado que los empresarios individuales tienen la libertad de decidir cuánto salario extraer de su empresa, es posible generar ingresos elevados para su negocio mientras se recibe la pensión completa de adaptación. Por esta razón, la pensión de adaptación fue reemplazada por la indemnización por adaptación, que se paga por un máximo de tres años. Su duración se determina en función de los años de servicio parlamentario: un año de indemnización por adaptación para un diputado que lo haya sido por al menos tres años, dos años para un diputado que ejerció ese cargo por siete años, y tres años para un diputado que sirvió por 15 años o más.

### Beneficios adicionales
A los diputados el Estado les devuleve indivualmente el dinero que hayan gastado en sus viajes en taxi en el área metropolitana de Helsinki, de modo que pueden usar el taxi libremente para viajes relacionados con su cargo. Sin embargo, un viaje en taxi individual no puede costar más de 60 euros, y cualquier cantidad que lo exceda les será descontada de su remuneración. Los diputados pueden viajar casi gratuitamente en los trenes de VR-Yhtymä, la empresa ferrovariaria estatal de Finlandia, y en los vuelos nacionales de Finnair, una aerolínea finlandesa cuyo principal accionista es el Gobierno finlandés.
Los diputados tienen a su disposición, si lo desean, un asistente personal elegido por ellos para apoyar y promover el trabajo parlamentario sus actividades políticas como diputados. Por otro lado, según las directrices del director administrativo del Parlamento, el asistente no puede utilizar su tiempo de trabajo remunerado para realizar tareas de campaña del diputado o su propio trabajo electoral. Para las tareas laborales, el asistente del diputado dispone de un teléfono móvil, una computadora portátil, una impresora y acceso remoto al sistema informático del Parlamento. Los asistentes de los diputados suelen tener un título universitario o ser estudiantes universitarios. El asistente puede trabajar tanto en el Parlamento como en el distrito electoral del diputado.

### Clubes de pasatiempos y recreación
En el Parlamento, los empleados tienen numerosos clubes de hobby, siendo el club deportivo del Parlamento el que ha recibido claramente más fondos del mismo para llevar a cabo sus actividades. En 2009, el presupuesto de este club deportivo era de aproximadamente 66,000 euros. Otros clubes incluyen, entre otros, la asociación de investigadores y diputados Tutkas, el club de teatro y obras, el club de jubilados y la red de diputadas. En el Edificio del Parlamento, los diputados tienen acceso, además de a sus oficinas personales, a un gimnasio, sauna y piscina.